# 三沢駅 (福岡県)

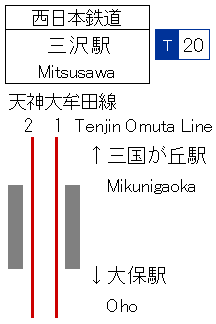
配線図

三沢駅（みつさわえき）は、福岡県小郡市三沢にある西日本鉄道（西鉄）天神大牟田線の駅。駅番号はT20。

## 歴史
- 1924年（大正13年）4月12日：開業。
- 1967年（昭和42年）：駅舎改築。
- 1999年（平成11年）：西口開設。
- 2008年（平成20年）5月18日：ICカードnimoca供用開始。
- 2017年（平成29年）2月1日：駅ナンバリングを導入[2]。
- 2018年（平成30年）：ホームの有効長を5両対応から7両対応に変更。
- 2022年（令和3年）4月1日：駅集中管理システムを導入。小学生利用者が多いことを考慮して、7時30分から16時30分まで駅員の配置を残す[3][4]。

## 駅構造
相対式ホーム2面2線を有する地上駅。ホーム有効長は7両分ある。
有人駅で、下りホーム側に駅舎がある。駅舎と上りホームは構内踏切で結ばれている。上りホーム側には、自動改札機のみの改札口が設置されている。ちなみに、三国が丘駅が開業するまでは、現在の西口の位置に朝ラッシュ時のみ小郡高校生徒の専用改札口を設けていた。
| ホーム | 路線          | 方向 | 行先                     | 備考 |
| ------ | ------------- | ---- | ------------------------ | ---- |
| 1      | ■天神大牟田線 | 下り | 久留米・柳川・大牟田方面 |      |
| 2      | ■天神大牟田線 | 上り | 二日市・福岡（天神）方面 |      |

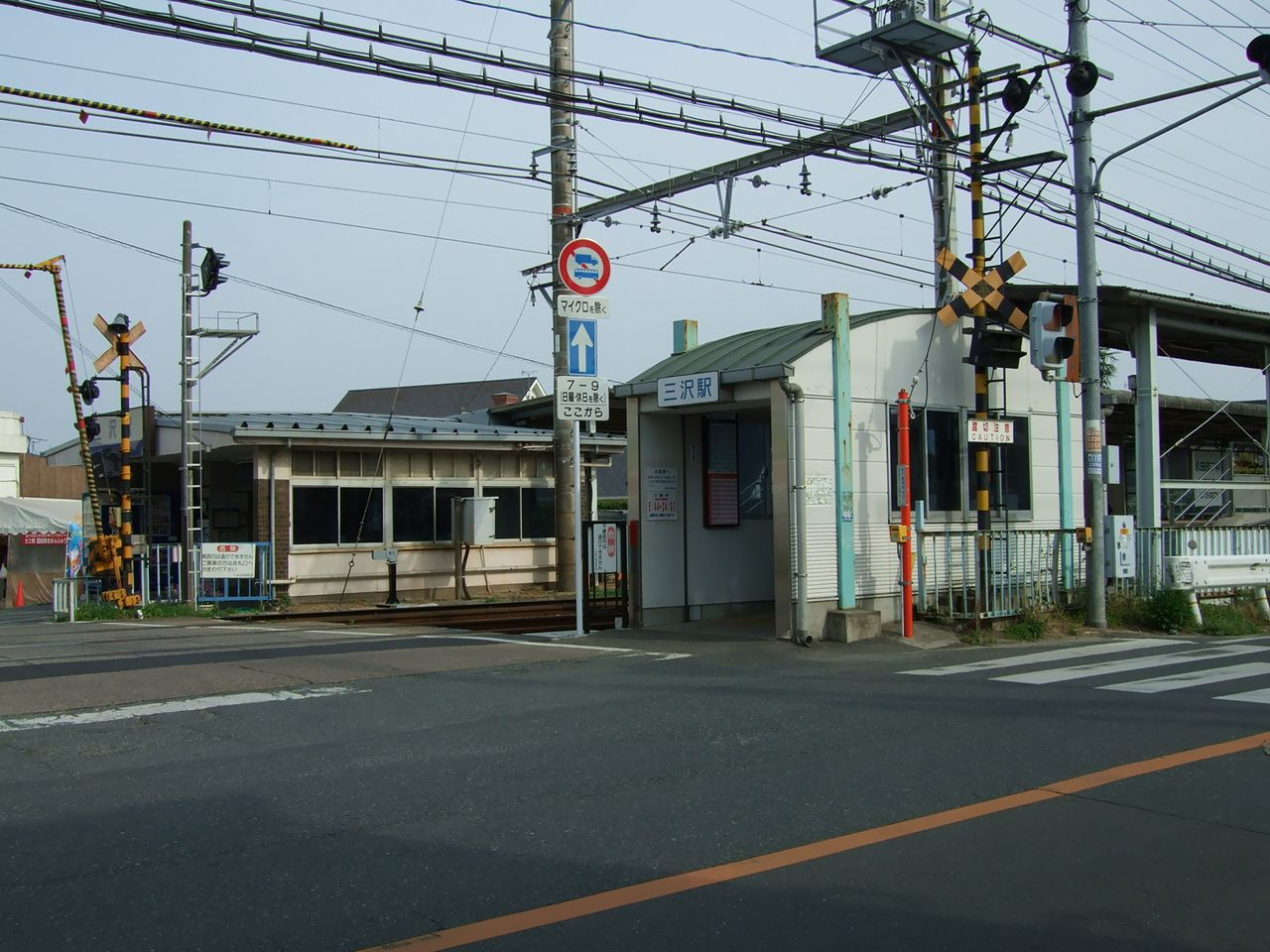
手前が上りホーム側改札口、奥が駅舎。駅手前は県道88号線
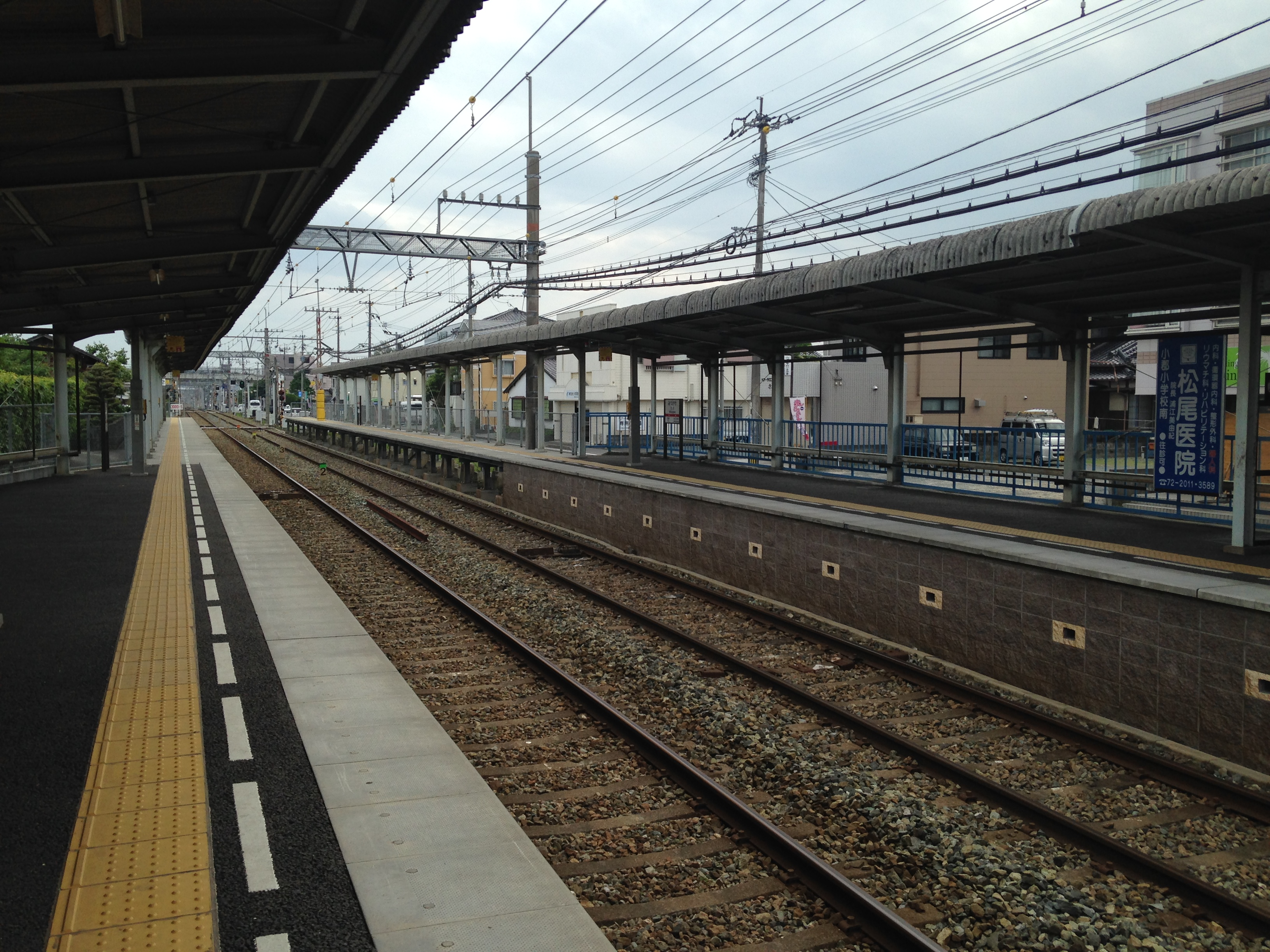
ホーム（2016年5月）

## 利用状況
2022年度の1日平均乗降人員は1,709人である。
各年度の1日平均乗降人員は下表のとおり。
| 年度   | 1日平均 乗降人員 |
| ------ | ---------------- |
| 2000年 | 2,887            |
| 2001年 | 2,692            |
| 2002年 | 2,629            |
| 2003年 | 2,541            |
| 2004年 | 2,494            |
| 2005年 | 2,464            |
| 2006年 | 2,403            |
| 2007年 | 2,318            |
| 2008年 | 2,230            |
| 2009年 | 2,165            |
| 2010年 | 2,108            |
| 2011年 | 2,037            |
| 2012年 | 1,934            |
| 2013年 | 1,975            |
| 2014年 | 1,899            |
| 2015年 | 1,889            |
| 2016年 | 1,833            |
| 2017年 | 1,870            |
| 2018年 | 1,876            |
| 2019年 | 1,868            |
| 2020年 | 1,513            |
| 2021年 | 1,576            |
| 2022年 | 1,709            |

## 駅周辺
- 福岡県道88号久留米小郡線
- 小郡市立三国小学校
- ふれあい館三国（三国校区公民館）
- 如意輪寺
- 小郡スイミングスクール三国校

## 隣の駅
西日本鉄道
■天神大牟田線
■特急・■急行
通過
■普通
三国が丘駅（T19） - 三沢駅（T20） - 大保駅（T21）